# Philharmonisches Orchester Erfurt

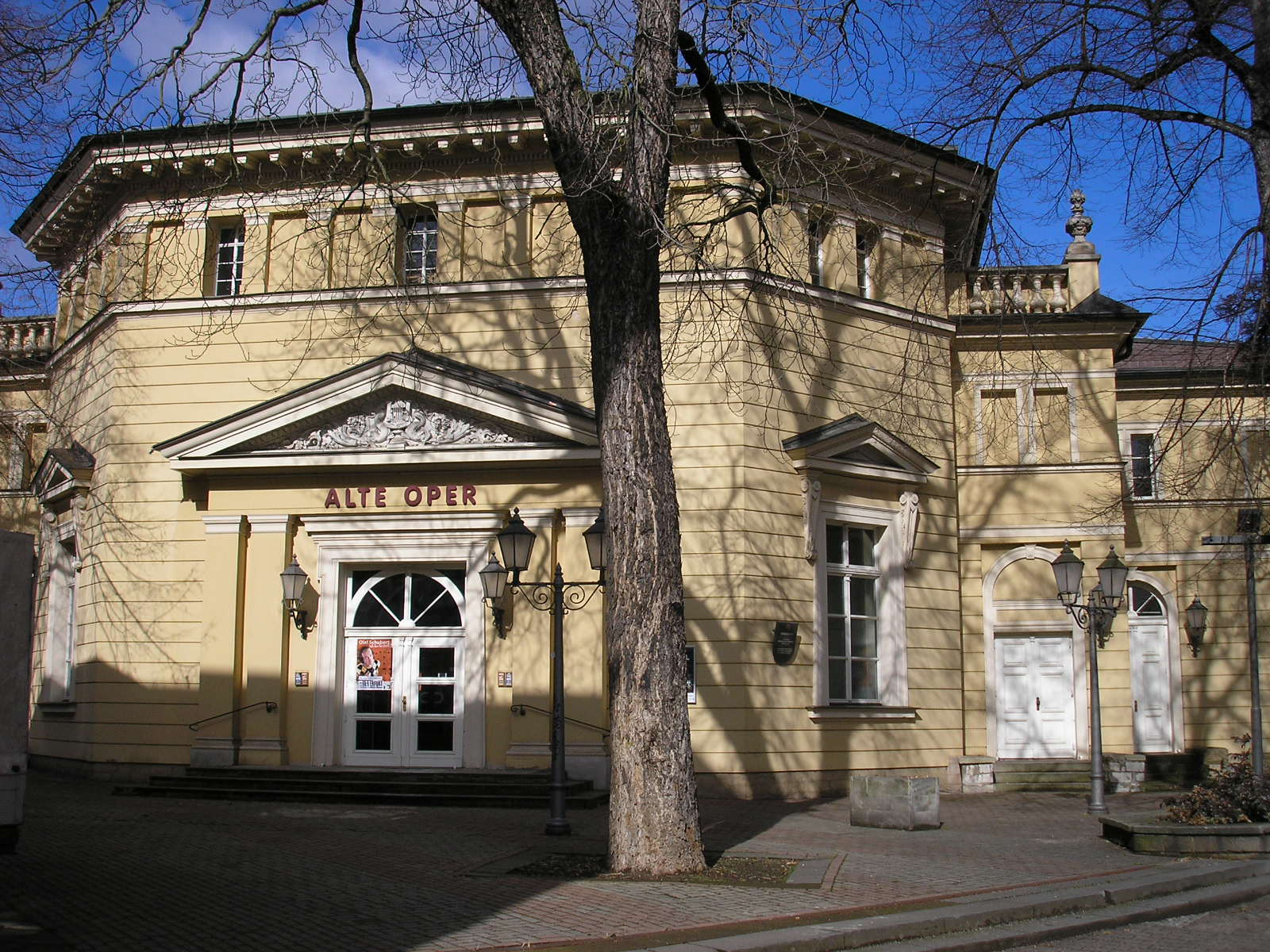
Das alte Erfurter Opernhaus, 1894–1997 Sitz und Spielstätte des Orchesters

Das Philharmonische Orchester Erfurt ist ein 1894 gegründetes deutsches Theater- und Sinfonieorchester mit Sitz in Erfurt. Den Namen „Philharmonisches Orchester Erfurt“ führt es seit 1981.

## Profil
Das Orchester ist historisch und organisatorisch eng mit dem Theater Erfurt verbunden, das von der Stadt Erfurt als stadteigener Regiebetrieb geführt wird. Es hat 59 Planstellen und gehört in die TVK-Kategorie B/F. Neben der Mitwirkung bei Opern, Operetten, Musicals und den Domstufen-Festspielen gestaltet es pro Saison zehn Sinfoniekonzerte und eine Open-Air-Veranstaltung beim Krämerbrückenfest. Musiker des Orchesters wirken zudem bei den „Philharmonischen Kammerkonzerten“, die vom Erfurter Kammermusikverein im Erfurter Rathaussaal veranstaltet werden, sowie bei Konzerten des Erfurter Salonorchesters mit.

## Geschichte
Das organisierte bürgerliche Musikleben in Erfurt begann 1826 mit der Gründung eines Musikvereins, aus dem sich nach und nach ein Gesangsverein, ein Liebhaberorchester und ein Streichquartett entwickelte.
Als professionelles Unternehmen wurde das Erfurter Orchester 1894 im Zusammenhang mit der Einrichtung eines ständigen und selbstständig wirtschaftenden Dreispartentheaters, dem „Stadttheater“ in Erfurt gegründet. Zwei Jahre zuvor hatte die Stadt das 1877 zunächst als privates Gastspieltheater betriebene Erfurter Opernhaus übernommen und als Musiktheater mit 1025 Plätzen umgebaut.
Nach dem Ersten Weltkrieg und der Inflation 1923 übernahm die Stadt die finanzielle Absicherung des Opernhauses und damit auch des Orchesters. Die Bühne wurde in den Folgejahren baulich erweitert und es wurden zusätzliche Probenräume geschaffen. Im Februar 1933 wirkte das Orchester bei der Uraufführung von Kurt Weills Bühnenstück Der Silbersee mit.
Nach der Machtergreifung wurde das Stadttheater in „Deutsches Volks-Theater“ umbenannt. Noch im Gedächtnis der Stadt ist das am 14. Dezember 1944 erfolgte Todesurteil für den Orchestermusiker Ernst Fink wegen „Wehrkraftzersetzung“, da er zwei Bilder des „Führers“ zerschnitten haben soll.
Im Zweiten Weltkrieg blieb das Opernhaus unzerstört und nahm bereits 1945 den Spielbetrieb wieder auf. Ein Jahr später wurde aus dem Orchester heraus die Kammermusikvereinigung Erfurt mit Kurt Kunert als Vorsitzendem gegründet. Der Auszug des Schauspiels in ein eigenes Gebäude ermöglichte eine Umbenennung des Stadttheaters in „Opernhaus“ und eine Vergrößerung des „Orchesters der städtischen Bühnen Erfurt“. 1951–53 war Kurt Masur unter Franz Jung Erster Kapellmeister des Orchesters. 1958 kam Ude Nissen aus Leipzig zunächst als musikalischer Oberleiter nach Erfurt und wurde im Folgejahr Generalmusikdirektor. Schwerpunkt blieb das Musiktheater, neben klassischen Opern und Operetten kamen die Mitwirkung bei Musicals wie Porgy and Bess, West Side Story und Cabaret hinzu. Zudem gab es regelmäßige Sinfonie- und Kammerkonzerte. 1969 wurde aus dem Orchester heraus zudem das Erfurter Kammerorchester gegründet und von der Geigerin Margit Börner geführt. Im April 1981 wurde das vormalige „Orchester der städtischen Bühnen Erfurt“ in einem Festakt „Philharmonisches Orchester Erfurt“ umbenannt.
Wolfgang Rögner wurde 1988 Nachfolger Nissens. Das Orchester hatte zu der Zeit ca. 80 Planstellen. Nach der Wende 1989/90 gastierte das Orchester u. a. in Konstanz, München, Bregenz, Linz und mehrfach in der Tonhalle Zürich. 1992 wurden anlässlich der 1250-Jahr-Feier der Stadt Erfurt die Philharmonischen Festtage ins Leben gerufen. 1994 beteiligt sich das Orchester erstmals an den neu gegründeten Domstufen-Festspielen. Gleichzeitig erfolgte eine Reduzierung der Planstellen von 80 auf 59 und eine Umwandlung in eine GmbH, die jedoch 1998 wieder rückgängig gemacht wurde. Einen Schwerpunkt der Konzertplanung bildete die Chorsinfonik durch Aufführungen von Joseph Haydns Schöpfung, Ralph Vaughan Williams’ A Sea Symphony und Andrew Lloyd Webbers Requiem. Zu den Solisten der Sinfoniekonzerte gehörte u. a. Giora Feidman.
2000 wurde Walter Gugerbauer als neuer Generalmusikdirektor berufen. Durch Pflege insbesondere des traditionellen klassischen und romantischen Repertoires konnte er die Qualität des Orchesters steigern. 2003 zog das Orchester in das neuerbaute Theater im Brühl um. Dort wurde unter Führung des Intendanten Guy Montavon ein neuer Schwerpunkt in der Inszenierung großer Opern von der Barockzeit bis zur Modernen gelegt. Am 21. Dezember 2010 teilte Gugerbauer mit, dass er seinen Vertrag in Erfurt nicht verlängern werde.
Im September 2012 gab es öffentliche Kritik an der Absicht des Theaters und der Stadt Erfurt, die vakante Stelle des Generalmusikdirektors ohne öffentliche Ausschreibung neu zu besetzen. Im Sommer 2013 wurde Joana Mallwitz als neue Generalmusikdirektorin verpflichtet, sie war von 2014 bis 2018 in diesem Amt tätig. Ihr Nachfolger war von 2018 bis 2020 Myron Michailidis, bis zur Neubesetzung der GMD-Stelle ab 2022 war er weiterhin als Conductor in Residence verpflichtet. Im Herbst 2022 wurde Alexander Prior Generalmusikdirektor, ab Februar 2023 bis März 2024 war er weiter als Chefdirigent mit Gastvertrag tätig.

## Aufnahmen
- Alceste, Oper von Anton Schweitzer, Leitung: Stephan E. Wehr, Naxos Opera Classics 2001
- Meisterwerke der Klassik,  mit Mozarts Haffner-Sinfonie und Schuberts Großer Sinfonie in C-Dur (Live-Aufnahme von 1997), Erfurt 2005
- Waiting for the Barbarians, Oper von Philip Glass, Leitung: Dennis Russell Davies, Doppel-CD, Orange Mountain Music, 2008
- Carl Reinthaler: Das Käthchen von Heilbronn, Leitung: Samuel Bächli, Gesang: Richard Carlucci, Ilya Papandreou, Peter Schöne, CPO # 777474, 2012

## Auszeichnungen
- Preis des Deutschen Musikverleger-Verbandes für das „Beste Konzertprogramm der Saison 1993/94“

## Chefdirigenten/Generalmusikdirektoren
- 1894–1904: Balduin Zimmermann
- 1905: Friedrich Munter
- 1909–1910: Camillo Hildebrand
- 1911: Paul Wolff
- 1912: Toni Hoff
- 1913: Paul Weißleder
- 1915–1919: Richard Fitsch
- 1920–1923: Gustav Großmann
- 1924–1952: Franz Jung
- 1953–1956: Wilhelm Hübner
- 1957: Walter König
- 1958–1988: Ude Nissen
- 1989–1999: Wolfgang Rögner
- 2000–2011: Walter Gugerbauer
- 2011–2013: Samuel Bächli (kommissarisch)
- 2014–2018: Joana Mallwitz
- 2018–2020: Myron Michailidis (bis 2022 Conductor in Residence)
- 2022–2024: Alexander Prior (ab Februar 2023 Chefdirigent)